# سيرجيو لوبيز (لاعب كرة قدم أرجنتيني)
سيرجيو دانييل لوبيز (من مواليد 4 يناير 1989)، هو لاعب كرة قدم أرجنتيني يلعب حاليًا لفريق أوكاس الإكوادوري.

## روابط خارجية
- Sergio López at BDFA (in Spanish)
- سيرجيو لوبيز  على سكروي